# Ошерович, Илья Перцевич
Илья Перцевич Ошерович (1879, Поневеж, Ковенская губерния, Российская империя, — 29 ноября 1938, Минск, СССР) — белорусский советский редактор, историк, политический деятель.

## Биография
В 1902—1904 годах состоял в еврейской партии «Поалей Цион», в 1904—1919 годах — в Бунде, с 1919 года — в РКП(б). В годы гражданской войны был на подпольной работе в Вильно, Гродно, Белостоке. С 1921 года в Минске редактировал газеты на идиш «Stern» и «Weker» (позднее — «Октябрь»). С 20 октября 1921 года до 20 марта 1922 года был членом Президиума Центрального бюро КП(б)Б. Входил в Комиссию по национальной политике в БССР и в правление белорусского филиала Общества историков-марксистов. Исследовал историю революционного движения еврейских рабочих организаций, выступал против концепции «двухкоренности» — возникновения КП(б)Б из организаций РСДРП и Бунда.
В июле 1937 года был исключен из партии «за троцкистскую деятельность» и 24 декабря арестован как «агент польской и литовской разведок». 22 сентября 1938 года был приговорен к расстрелу и 29 ноября расстрелян.
26 февраля 1957 года посмертно реабилитирован военным трибуналом БВО.